# Marcelly Morena
Marcelly Morena é uma cantora e dançarina de samba brasileira que em 2016 se tornou a primeira transgênero a dançar como passista no Carnaval do Rio de Janeiro. 
Morena nasceu e cresceu em Duque de Caxias, e dançou desde cedo. Aos nove anos, sentiu-se deslocada no corpo masculino com que nasceu. Saiu de casa aos dezesseis anos e foi alienada de sua família porque seu pai não aceitou sua identidade de gênero. Mais tarde, visitava a mãe, que lhe fornecia roupas de mulher e maquiagem.
Como cantora, Morena se apresentou como parte de um grupo de transgêneros chamado As Peguetes, e mais recentemente se apresenta como metade da dupla de funk Karlos & Marcelly Morena.
Em 2016, ela foi convidada por sua escola de samba Acadêmicos do Grande Rio para dançar como passista de Carnaval.
Em 2018, tornou-se porta-voz do Rio Sem Homofobia, um programa de educação e extensão do Centro de Cidadania LGBT do Rio de Janeiro.